# Ligallo Fondo Norte
El Ligallo Fondo Norte és el grup ultra del Real Zaragoza, que va ser creat l'any 1986.
Pel que fa a la ideologia del grup preval el saragossista a ultrança. A més el grup té un gran sentiment aragonès i espanyol, com ho demostra seguint a la selecció nacional en totes les seves cites en tornejos internacionals des de 1998.

## Amistat i rivalitat
Al llarg d'aquests anys recorrent Espanya per seguir al Real Zaragoza, han sorgit nombroses amistats i desavinences amb aficionats rivals. Aquestes relacions han anat patint canvis al llarg dels anys.
- Amics: Actualment els grups ultres a nivell nacional amb els quals es té millor relació són els Ultra Boys del Real Sporting de Gijón, el Frente Onuba del Recreativo de Huelva, el Frente Bokerón del Málaga CF o els Ultras Sur del Real Madrid CF, però res més que relacions de cordialitat.

Pel que fa a grups estrangers, hi ha bona sintonia amb els ultres del Hellas Verona FC i amb els de la SS Lazio. A més hi ha un agermanament amb els hooligans del KSP Polonia Warszawa des de fa més de cinc anys en què tots dos grups han compartit grada en diverses ocasions, tant a la Romareda com a l'estadi polonès.
- Rivals: Pel que fa a rivalitats el nombre de grups és major, encara que hi ha diversos que destaquen sobre els altres. Boixos Nois del FC Barcelona, Indar Gorri del Club Atlètic Osasuna i la majoria de la resta de grups bascos.